# Antonne-et-Trigonant
 Antonne-et-Trigonant , en occitano Antona e Trigonant, es una población y comuna francesa, situada en la región de Aquitania, departamento de Dordoña, en el distrito de Périgueux y cantón de Savignac-les-Églises.
Se halla en la región histórica de Perigòrd.

## Demografía
| 750 | 862 | 917 | 961 | 1050 | 1079 |
| Para los censos de 1962 a 1999 la población legal corresponde a la población sin duplicidades (Fuente: INSEE [Consultar]) |     |     |     |      |      |

## Lugares de interés
- Castillo de los Bories, de los siglos XV y XVI, inscrito como monumento histórico.
- Castillo de Trigonant, de los siglos XV y XVI, inscrito como monumento histórico.
- Castillo de Lanmary, de los siglo XV a XVIII.